# Pavel Blatný (šachista)
Pavel Blatný (* 22. června 1968 v Brně) je český šachista a hráč pokeru, syn šachisty Františka Blatného.
Jedná se o stříbrného medailistu z Mistrovství světa juniorů v roce 1985, mistra Československa mezi muži v roce 1988 a 1990, mistra České republiky z let 1997 a 2000 a o sedminásobného českého reprezentanta na šachových olympiádách.
Jako profesionální šachista hrál na vrcholových turnajích po celém světě, pro něj osobně významné byly zejména turnaje, jenž úspěšně absolvoval ve Spojených státech amerických. Zde vyhrál, mimo jiné, v roce 1995 např. známý a velice prestižní šachový turnaj New York Open.
V poslední době se šachu profesionálně nevěnuje, od roku 2005 pracuje jako manažer Hotelu Bobycentrum Brno. Nyní se věnuje mnohem více profesionální hře pokeru – viz .